# Kramermarkt
Kramermarkt, Krämermarkt oder Krammarkt ist eine Bezeichnung für Volksfeste oder Handelsmärkte, die durch das historische Umherziehen von Krämern (Händlern) entstanden sind. In ihrem Ursprung drückte die Bezeichnung „Krammarkt“ im Gegensatz beispielsweise zu Viehmärkten, einen Schwerpunkt im Handel mit Gebrauchsgütern aus, die das lokale Handwerk nicht herstellte. Auf einem Krammarkt kommen Anbieter und Nachfrager zusammen.

## Bekannte Kramermärkte
- Pferde- und Kramermarkt in Creglingen
- Kramermarkt in Delmenhorst
- Kramermarkt in Magdeburg
- Kramermarkt Oldenburg
- Kramermarkt in Schortens
- Krammarkt in Stadthagen
- Kramermarkt in Varel
- Krämermarkt in Dorfmark
- Dülkener Schöppenmarkt
- Scharmbecker Herbstmarkt
- Vieh- und Krammarkt in Waldbröl
- Kramermarkt in Vorbasse, Dänemarkt mit 250.000 Gäste (seit Jahr 1731)
- Kramermarkt in Ribe, Dänemark
- Krammärkte fünf Mal im Jahr in Neuss (seit dem 12. Jahrhundert)